# Ferrante Sanseverino
Pour les articles homonymes, voir Sanseverino (homonymie).
Pour les autres membres de la famille, voir Sanseverino (famille).
Ferrante Sanseverino, quatrième et dernier prince de Salerne (18 janvier 1507-1568), est un condottiere et un mécène humaniste italien.

## Biographie
Né à Naples le 18 janvier 1508, il est le fils de Roberto II Sanseverino, troisième prince de Salerne et de Mariana d'Aragon. Par sa mère, il est donc l'arrière-petit-fils du roi Jean II d'Aragon et un parent éloigné de Charles Quint. Son père décéda en 1509 et sa mère se remaria rapidement avec le prince Giacomo de Piombino. Elle confia alors Ferrante, nouveau prince de Salerne aux soins du roi Ferdinand III de Naples qui chargea le comte de Cappacio, Grand Amiral du Royaume de son éducation. Il reçut une solide éducation où il apprit le latin et le grec en compagnie d'Isabella Villamarina, la fille unique du comte de Cappacio. Celui-ci, attiré par le prestige et l'immense fortune de Ferrante s'empressa de lui faire épouser sa fille unique et héritière de son importante fortune. Ferrante Sanseverino approuva ce choix dès qu'il aperçut les qualités de sa fiancée.
Le prince de Salerne entama alors une carrière militaire, son premier fait d'armes ayant été d'aider à chasser les Français du royaume de Naples avec l'aide de ses vassaux qu'il avait armés à ses frais. En 1530, il se rendit à Bologne avec un grand cortège pour le sacre de Charles Quint et y déposa à ses pieds le cadeau des Napolitains. Ce fut lors de ce sacre que Ferrante fut au centre d'une querelle : obligé de céder le pas devant l'ambassadeur d'Espagne, il s'en offusqua et se résolut à ne pas paraître à la cérémonie de couronnement le lendemain. Il envoya à la place un de ses gentilshommes. Charles Quint en fut irrité, mais la fidélité de Ferrante, qui le suivit en Allemagne et en Flandre, lui fit pardonner. Le prince de Salerne participa à la guerre en Afrique et à la conquête de Tunis en 1535. Il rentra à Naples peu après et reçut l'empereur sur ses terres en grande pompe. Il continua sa carrière militaire, si bien qu'en 1544, il reçut le commandement de l'infanterie lors de la bataille de Cérisoles et fut l'un des derniers à quitter le champ de bataille. 
Mais Ferrante Sanseverino n'était pas qu'un militaire ; il fut aussi un important mécène. Ami des lettres, il invita et pensionna Bernardo Tasso et plus tard protégea son fils, le célèbre Torquato Tasso. Ses richesses presque illimitées lui permirent également de redonner ses lettres de noblesse à l'École de médecine de Salerne, où il invita de nombreux savants à venir enseigner. Sa générosité, ses mécénats et les récits de ses exploits militaires firent de lui un homme extrêmement populaire dans le royaume. 
Après son retour de Cérisoles, le prince de Salerne trouva le vice-roi don Pedro Álvarez de Toledo en train d'essayer de réduire la puissance de la haute noblesse, tentant pour cela de s'appuyer sur l'Inquisition, qui avait tristement fait ses preuves en Espagne. Mais tant la population que la noblesse se révoltèrent contre cette institution, et il fut décidé d'envoyer une délégation à l'empereur Charles Quint, délégation dont Ferrante fut chargé de prendre la tête. Charles Quint accepta d’amnistier Naples. À son retour à Naples, le prince fut reçu en véritable héros par les habitants qui le portèrent jusqu'à son palais. Le lendemain, il fit une démonstration de force au vice-roi en traversant la ville escorté de 400 cavaliers, ce qui fut très peu du goût de Pedro Álvarez de Toledo qui se résolut à le perdre. Celui-ci lui intenta alors de nombreux procès afin de tenter notamment de récupérer les douanes de Salerne. Mais Ferrante se défendit sans relâche, et le vice-roi utilisa alors un moyen moins légal : la tentative d'assassinat. En effet, Sanseverino fut atteint par un tir d'arquebuse sur la route de Vietri. Ne se sentant plus en sécurité dans le royaume, il décida alors de partir à Venise. Il fut alors sommé de se présenter à l'empereur sous quinzaine, mais il désobéit.
Contraint à l'exil, il se retire à la cour de France, auprès de Henri II, dont il obtient le gouvernement à vie de Tarascon et de Beaucaire, 25 000 écus de pension par an et le commandement de la future armée chargée de conquérir Naples, ce qui lui permit de se consoler de la confiscation de ses fiefs italiens qui furent donnés aux Gonzague ainsi que de sa condamnation à mort dans le royaume…
Il convainc Henri II d'équiper une flotte pour attaquer Naples de concert avec les Ottomans, mais ces derniers se retirèrent de Naples malgré leurs 150 galères, probablement grâce au paiement d'une forte somme d'argent au commandant turc. Ferrante se rendit alors à Constantinople pour tenter de convaincre le sultan d'attaquer Naples, mais il n'obtint que de vagues promesses. Lors de son séjour turc, il se livra à la débauche et perdit toute considération aux yeux des Ottomans. Il fit alors une dernière tentative en Toscane où il ourdit un complot dans le but d'expulser les Espagnols du royaume de Naples, mais il ne réussit pas mieux dans cette nouvelle tentative et revint en France, non sans avoir risqué sa tête…
Ferrante Sanseverino se retira alors définitivement en France et fut bien traité sous le reste du règne d'Henri II. Ayant ensuite choisi le camp Huguenot lors des guerres de Religion, il fut discrédité et mourut en Avignon en 1568.